# Zimbabwe International
Die Zimbabwe International sind im Badminton die offenen internationalen Meisterschaften von Simbabwe. Sie wurden erstmals vom 1. bis zum 3. September 2011 in Harare ausgetragen.

## Die Sieger
| Saison    | Herreneinzel      | Dameneinzel       | Herrendoppel                   | Damendoppel                     | Mixed                  |
| --------- | ----------------- | ----------------- | ------------------------------ | ------------------------------- | ---------------------- |
| 2011      | Ali Shahhosseini  | Claudia Mayer     | Moses Chipurura Lawrence Mdege | Audrey Matsanura Olga Matsaruna | Luke Chong Victoria Na |
| 2012 2024 | nicht ausgetragen | nicht ausgetragen | nicht ausgetragen              | nicht ausgetragen               | nicht ausgetragen      |